# 기억의 시간
'기억의 시간'은 2021년에 개봉한 대한민국의 영화이다.

## 캐스팅

### 주연
- 이성열 : 정우진 역
- 배유빈 : 도해수 역

### 조연
- 남규희 : 강다솜 역
- 박성우 : 강동주 역
- 박은우 : 지정연 역
- 유연수 : 지서연 역
- 배은영 : 팬 1 역

## 같이 보기
- 2021년 대한민국의 영화 목록